# 和田竜
和田 竜（わだ りょう、1969年12月 - ）は、日本の脚本家、小説家。大阪府生まれ、広島県広島市育ち。

## 人物・来歴
大阪で生まれ、生後3ヶ月から広島県広島市安佐南区川内で育つ。「竜」という名前は、坂本竜馬が好きだった母が付けた。広島市立川内小学校を経て広島市立城南中学校2年の時に東京に引越す。綾瀬はるかは小中学の後輩。小学校時は薬師丸ひろ子のファンで、『ねらわれた学園』（大林宣彦監督）を観たことがきっかけで、原作の眉村卓の小説に没頭した。他に星新一もよく読み、高校まではSF小説の大ファンだった。東京都立富士高等学校時代に、映画『ターミネーター』を観て映画への気持ちが高じ進学先には、当時テレビなどマスコミ関係の出身者が多いと聞いた早稲田大学政治経済学部を選ぶ。歴史に興味を持ったのは大学時代、「自分の名前の元ネタの人の小説でも読むか」と司馬遼太郎の『竜馬がゆく』を手にしたのが切っ掛け。
大学卒業後、番組制作会社泉放送制作に就職。『愛していると言ってくれ』、『理想の結婚』など様々なドラマのADを経験したが、現場のスピード感に馴染めず3年で退職。当初から脚本家を志しシナリオコンクールに応募した。その後は繊維・ファッション業界専門の新聞社に転職。
2003年12月、業界紙記者のかたわら執筆したオリジナル脚本『忍ぶの城』で第29回城戸賞に入選。
2007年11月、『忍ぶの城』を自ら小説化、『のぼうの城』として出版。明瞭で痛快にテンポよく進む時代物で、従来とはテイストが異なる"ニューウェーブ時代小説"の旗手として脚光を浴びる。
2008年、『のぼうの城』で第139回直木三十五賞候補。第14回中山義秀文学賞候補。
2009年、『忍びの国』で第30回吉川英治文学新人賞候補。『のぼうの城』で2009年本屋大賞候補。
2010年、『小太郎の左腕』で第23回山本周五郎賞候補。
2012年、『のぼうの城』が野村萬斎主演で映画化。原作者の和田が自ら脚本を担当した。
2013年、『村上海賊の娘』で週刊朝日「2013年 歴史・時代小説ベスト10」第1位。
2014年、『村上海賊の娘』で第35回吉川英治文学新人賞、2014年本屋大賞、第8回親鸞賞をそれぞれ受賞。第27回山本周五郎賞候補。
2017年、『忍びの国』が大野智（嵐）主演で映画化。再び和田が脚本を担当。

## 作品リスト

### 小説
- のぼうの城（2007年11月 小学館 / 2010年10月 小学館文庫【上・下】）
- 忍びの国（2008年5月 新潮社 / 2011年2月 新潮文庫）
- 小太郎の左腕（2009年10月 小学館 / 2011年9月 小学館文庫）
- 村上海賊の娘（2013年10月 新潮社【上・下】 /2016年7月 新潮文庫【1・2】 2016年8月 新潮文庫【3・4】）

### エッセイ集
- 戦国時代の余談のよだん。（2012年10月、ベストセラーズ）

### アンソロジー
「」内が和田の作品。
- 作家の口福 おかわり（2016年9月、河出書房新社）「お好み焼き オオニッチャンちの思い出」「鮎 眠気がぶっ飛ぶほど旨かった」「醬油 北条氏康に無茶苦茶怒られる」「トンカツ 午後八時必着の美味い店」 - エッセイ

### 脚本
- のぼうの城（2012年11月2日公開、配給：東宝/アスミック・エース、監督：犬童一心/樋口真嗣、主演：野村萬斎）
- 忍びの国（2017年7月1日公開、配給：東宝、監督：中村義洋、主演：大野智）

### 対談
- 和田竜×山内譲（松山大学教授）『村上海賊と歴史の現場』-『【増補改訂版】瀬戸内の海賊』(新潮社選書)
- 和田竜×塚田義道（大正大学教授）『忍城はなぜ落ちなかったのか？』-『忍城合戦の真実』(洋泉社)・『和田竜読本』（再掲載・洋泉社MOOK）